# La Fable de Parson Weems
La Fable de Parson Weems – en anglais Parson Weems' Fable – est un tableau du peintre américain Grant Wood réalisé en 1939. Cette huile sur toile illustre un épisode de l'enfance de George Washington inventé peu après sa mort par son biographe Mason Locke Weems, lequel apparaît devant des rideaux rouges qui encadrent la scène principale. Doté de sa tête d'adulte qu'on lui connaît par les portraits de Gilbert Stuart, le futur président des États-Unis confesse à son père Augustine avoir abattu un cerisier avec une hachette, tandis que leurs esclaves continuent leur travail de cueillette à l'arrière-plan à gauche. L'œuvre est conservée au musée Amon Carter de Fort Worth, au Texas.